# 올멕

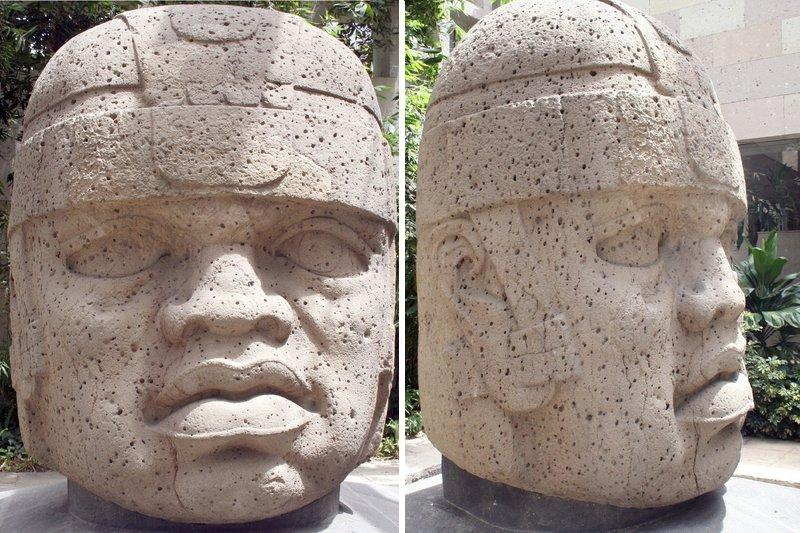
거석 인두 상

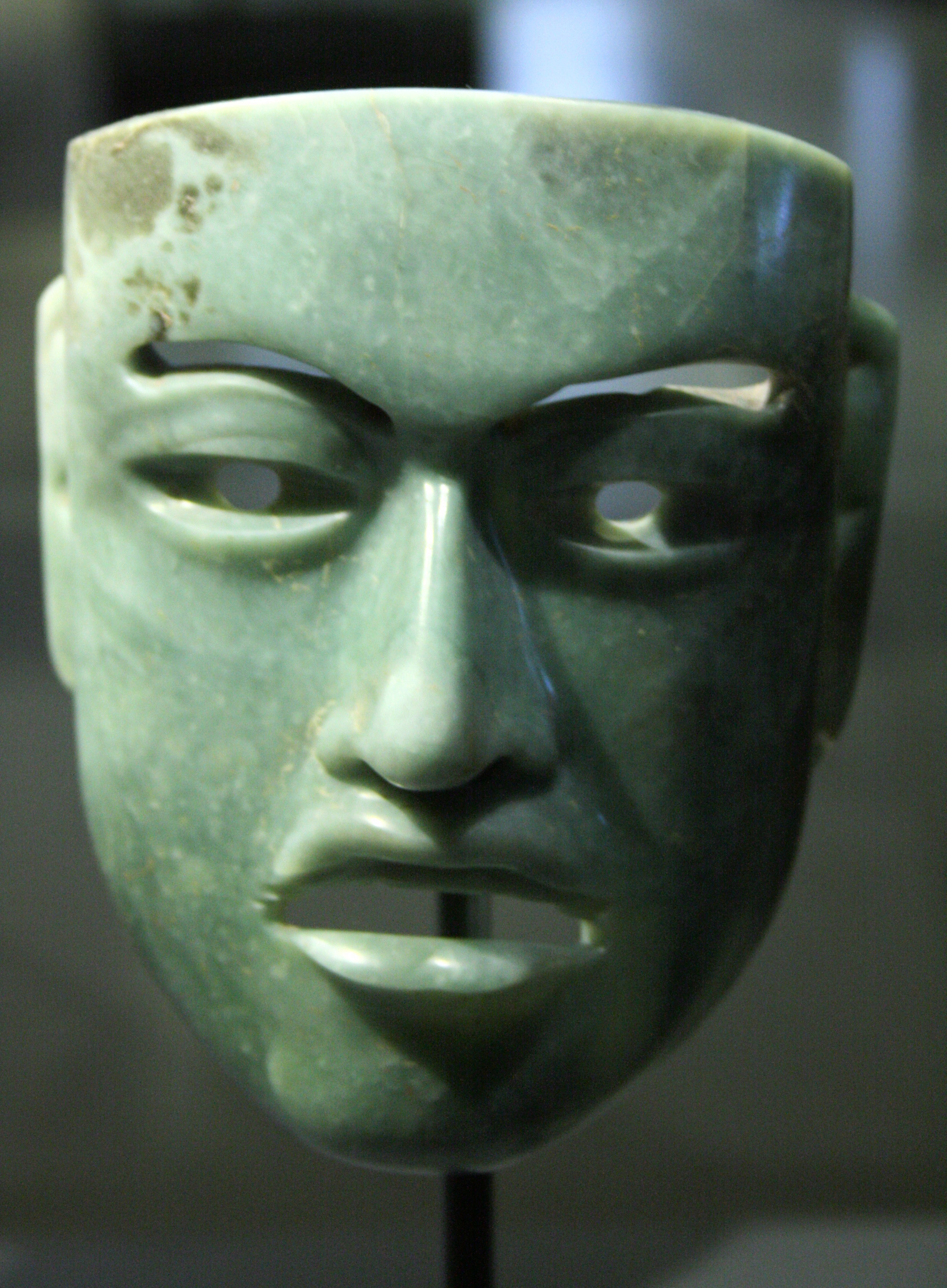
비취 가면

올멕(Olmec)은 기원전 1200년경에서 기원 전후에 걸쳐 메소아메리카에서 번성했던 문화, 문명이다. 아메리카에서 가장 초기에 태어난 문명이며 이후 메소아메리카 문명의 모체가 된다.